# Engelenburcht

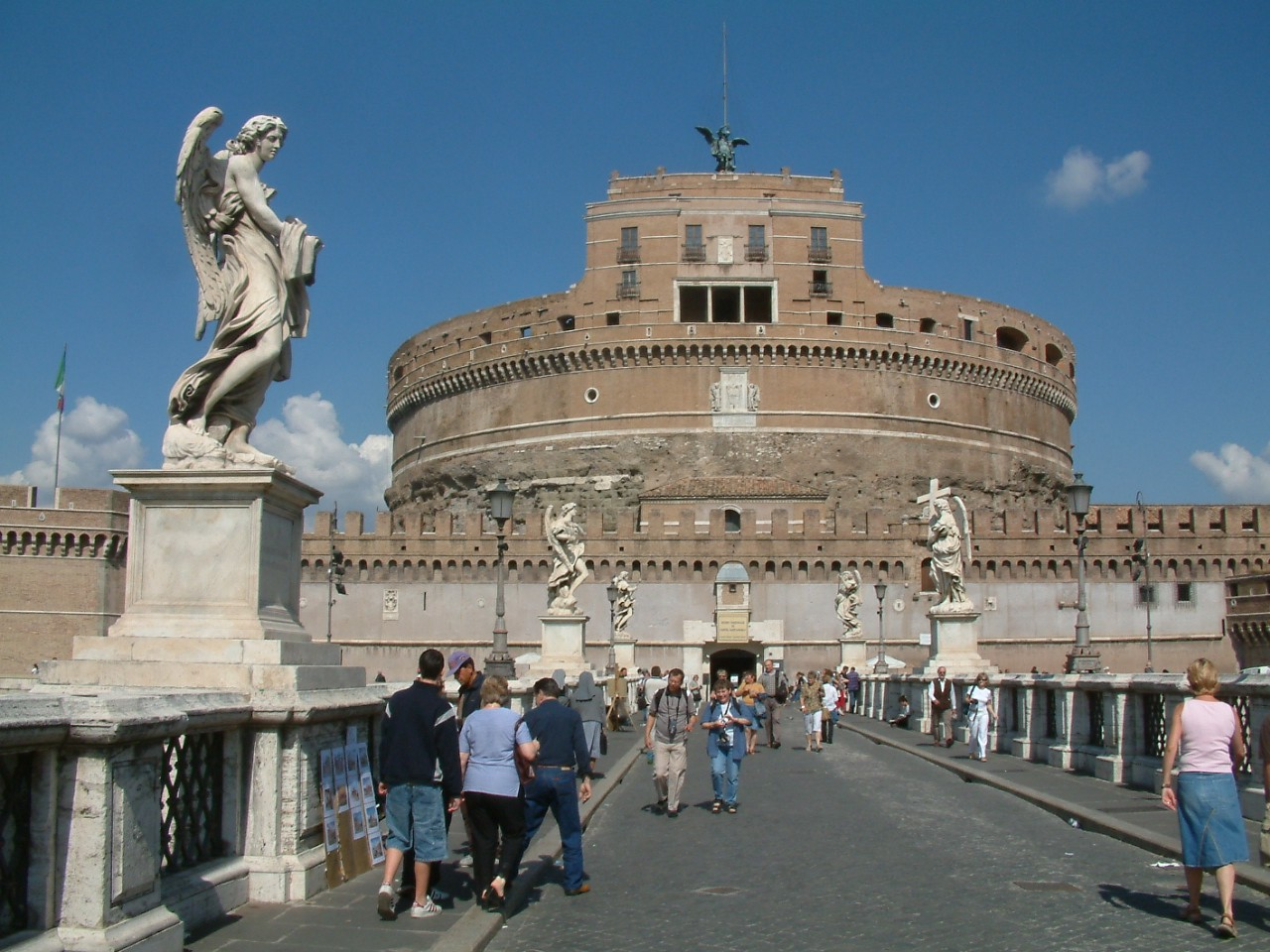
Engelenburcht met de Engelenbrug

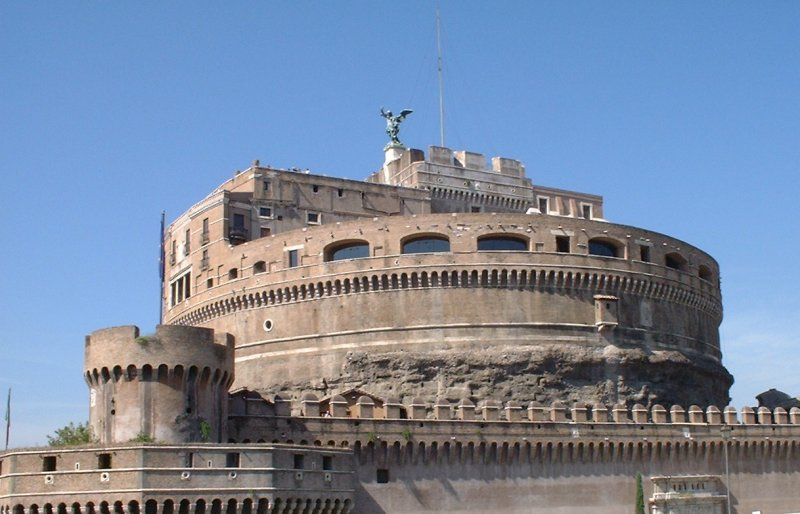
Engelenburcht (Castel Sant'Angelo)

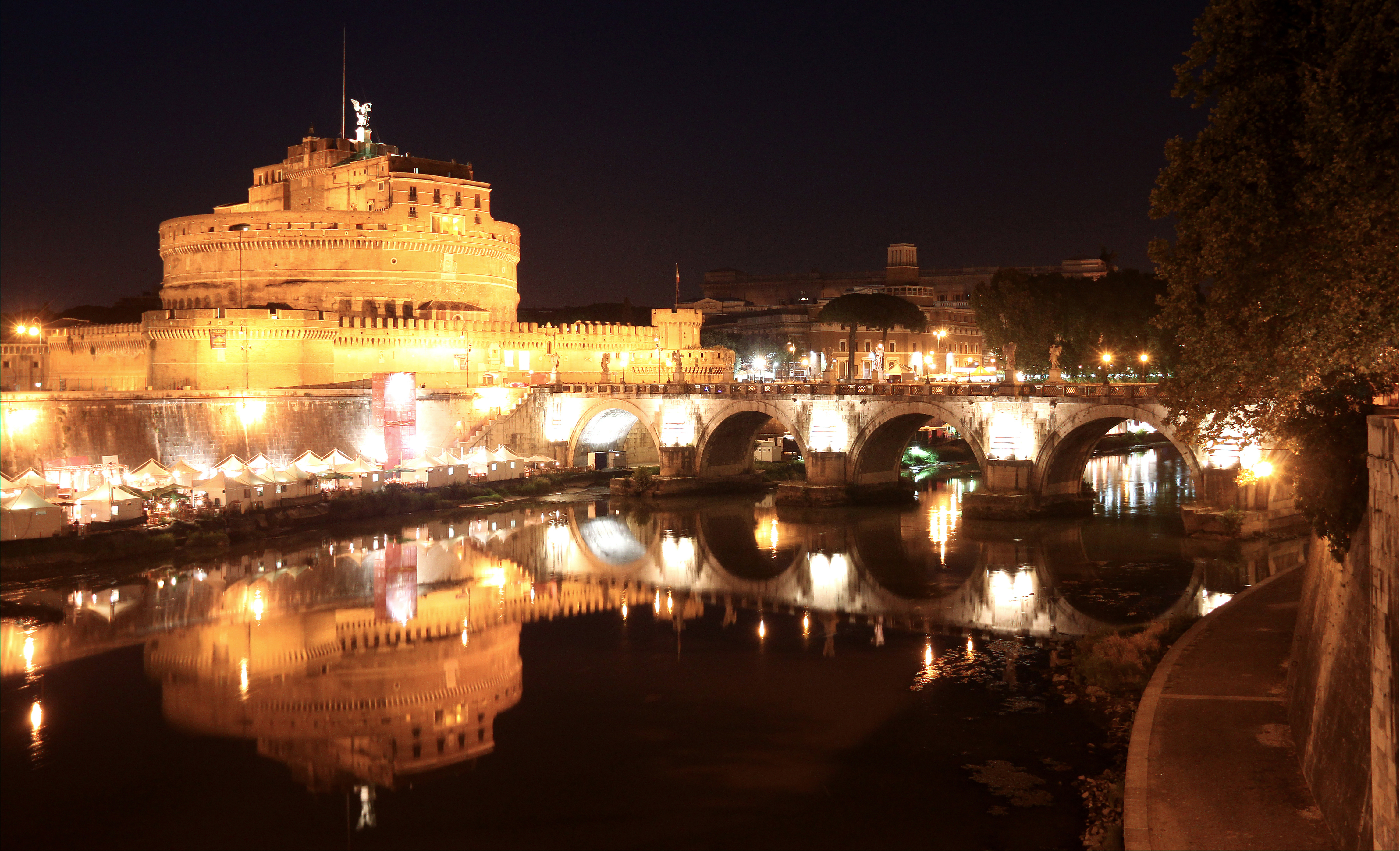
Engelenburcht en de Engelenbrug bij nacht

De Engelenburcht (Italiaans Castel Sant' Angelo) is een monument in Rome.

## Naam
De Engelenburcht ontleent zijn naam aan een legende. Op kerstdag 590 hield paus Gregorius I een grote plechtige kerkelijke optocht om God te smeken een einde te maken aan de pestepidemie. Boven op het mausoleum verscheen de aartsengel Michaël. De engel stak zijn zwaard in de schede, wat betekende dat Gregorius' bede was verhoord en de strijd tegen de pestepidemie voorbij was. Paus Pius II liet op de plaats waar de aartsengel zou zijn verschenen een kapel bouwen. Het beeld uit 1752 van de aartsengel Michaël dat boven op het gebouw staat is van de hand van Pieter Antoon Verschaffelt.

## Geschiedenis
De burcht is het oorspronkelijke Moles Hadriani ("het reusachtige bouwwerk van Hadrianus"), het grote mausoleum van keizer Hadrianus, dat werd gebouwd tussen 123 en 139 n.Chr. onder leiding van de architect Decrianus.
Het mausoleum was in de late oudheid al getransformeerd in een burcht. Vanaf 280 omringde de Aureliaanse Muur het grootste deel van de oude stad, maar het Vaticaan viel daar buiten. Door de opkomst van het christendom trokken steeds meer pelgrims naar de oude Sint-Pietersbasiliek, die met zijn kunstschatten vrijwel onverdedigd buiten de stad lag. Het mausoleum lag op een zeer strategische positie tussen het Vaticaan en de brug over de Tiber en werd daarom in de verdedigingswerken van de stad opgenomen.
De beelden die op de rand van het mausoleum stonden, zijn eens gebruikt om de Goten te verjagen. Nadat de Goten weg waren streden de pausen en de adel om de burcht. Zij lieten de Engelenburcht verbouwen tot een sterke vesting die de Kerkelijke Staat moest beschermen tegen invallers, maar ook tegen de middeleeuwse Romeinse adel en burgerij.
Voor de veiligheid liet paus Nicolaas III in 1277 de Passetto di Borgo (doorgang) bouwen, ook wel de Corridoio (corridor) genoemd. Dat was een muur tussen het Apostolisch Paleis en de veilige burcht die uitkwam op de Aureliaanse Muur. Nu kon de paus, wanneer er gevaar dreigde, zich verschansen achter de dikke muren van de Engelenburcht. Later werd de burcht ook als pauselijke schatkamer gebruikt. Tot en met de 16e eeuw werden de verdedigingswerken verbeterd en de zalen steeds mooier versierd. Zo liet paus Paulus III de burcht comfortabeler inrichten voor het geval een van de pausen voor langere tijd in de burcht zou moeten verblijven.
Verschillende pausen hebben zich via de Passetto in veiligheid gebracht. Paus Alexander VI in 1494, toen Karel VIII van Frankrijk de stad binnenviel en paus Clemens VII tijdens de Plundering van Rome in 1527. Na deze plundering door Spaanse en Duitse troepen werd de paus gedwongen de burcht open te stellen voor de troepen van Karel V. Deze legerde zijn troepen in de burcht en verwierf zo een grotere controle over Rome.
Toch werd de burcht ook voor vrolijker doeleinden gebruikt. Toen Cornelis de Bruijn vanaf 1796 tijdelijk in Rome verbleef schreef hij over een jaarlijks terugkerende vuurwerkshow:
"Een ander vuurwerk, verwonderenswaardig om te bezichtigen, is men gewoon jaarlyks op S. Pietersdag in het kasteel S. Angelo t’ontsteeken. Het komt als boven uit het kasteel, gaat tegelyk aan en verbreid zich door de meenigte van het vuur zodaanig in het rond dat, wanneer men er omtrent het kasteel onder staat, het zich zojuist geopend had even alsof den hemel zich kwame te openen. En een goed half uur van daar zynde kan men het duidelyk genoeg aanschouwen. Ik had de curieusheid (alzo ik meer als één jaar te Romen doorgebracht heb) van het aan verscheidene oorden te gaan bezichtigen, doch bevond het, daar onder zynde, het aangenaamste."
Later vermeld Cornelis ook nog dat, toen paus Clemens X eveneens in 1796 overleed, voorafgaand aan het verwachtte overlijden van de paus alle gevangen die vastzaten wegens zware misdaden naar de Engelenburcht werden verplaatst. Zodra vervolgens de paus daadwerkelijk overleed werden alle overige gevangenen, die dus enkel voor kleine vergrepen of schulden vastzaten, door de Raad van Romen in vrijheid gesteld.
Nog in 1814 werd de burcht belegerd. Het was op dat moment bezet door een garnizoen dat trouw was gebleven aan Napoleon, en werd omsingeld door een korps uit Napels, het koninkrijk van Napoleons zwager, de vorst Joachim Murat.
Pas na september 1870, toen het Vaticaan de Engelenburcht overdroeg aan het Italiaanse leger, kreeg het voormalig mausoleum een rustige functie. In de burcht werd een museum ingericht dat in 58 zalen de geschiedenis van de burcht laat zien. In de zaal van Perseo is een aantal Vlaamse wandtapijten uit de 17e eeuw te zien. Het schilderij De opvoeding van Bacchus van een leerling van Rubens, in de zaal van Hadrianus, wordt toegewezen aan Jacob Jordaens. De laatste jaren is er veel aan gedaan om de burcht een beter aanzien te geven. Een deel van het vestingwerk is nu hersteld en een park geworden.

## Engelenbrug
De Engelenburcht wordt met de andere oever van de Tiber verbonden door de Ponte Sant' Angelo (de Engelenbrug), de oorspronkelijke Pons Aelius (vernoemd naar keizer Hadrianus, wiens volledige naam Publius Aelius Hadrianus was), die gelijktijdig met het mausoleum is gebouwd. Ook de brug kreeg zijn huidige naam in de 15e eeuw.
Wanneer men de Engelenbrug oversteekt ziet men aan weerskanten vijf engelen, die er in 1669 bij de restauratie van de brug op zijn gezet. De engelen, gemaakt door leerlingen van Gian Lorenzo Bernini, dragen elk een van de wapenen van Christus, voorwerpen die te maken hebben met de passie van Jezus.

## In kunst en cultuur
- De laatste akte van de opera Tosca van Puccini speelt zich af op de Engelenburcht. Floria Tosca, de heldin, pleegt hier zelfmoord.
- De Engelenburcht heeft een belangrijke rol in het boek en de film Het Bernini Mysterie van Dan Brown, als schuilplaats voor de Illuminati.
- De Engelenburcht figureert in vele schilderijen en prenten, waaronder:
  - Rome, de Tiber met Castel Sant'Angelo ofwel de Engelenburcht en de Sint Pieter te Rome, een tekening door Sebastiaen Vrancx, circa 1600
  - Gezicht op de Engelenburcht te Rome, een schilderij van Pierre Antoine Demachy, tweede helft 18e eeuw
  - De Engelenburcht te Rome, een schilderij van Isaac Israëls, omstreeks 1925
  - De Engelenburcht te Rome, een schilderij van J. Sluijters, tussen 1950 en 1955